# Dapsildiastema angustum
Dapsildiastema angustum är en stekelart som beskrevs av Robert A.Wharton 1994. Dapsildiastema angustum ingår i släktet Dapsildiastema och familjen bracksteklar. Inga underarter finns listade i Catalogue of Life.